# Лана (Италия)
Лана (итал. Lana, нем. Lana) — муниципалитет (коммуна) в провинции Больцано (Bozen-Bolzano) итальянского административного региона Трентино-Альто-Адидже (Trentino-Alto Adige/Südtirol). Он расположен между городами Больцано и Мерано. В 2003 году численность населения превысила 10 000 человек.
По данным переписи населения 2001 года, 91,80 % населения Ланы считает родным немецкий язык, 7,91 % — итальянский и 0,29 % — ладинский.
В коммуне 15 августа особо празднуется Успение Пресвятой Богородицы.
Лана — это один из трёх муниципалитетов провинции Больцано, чьё имя осталось неизменным после фашистской программы переименования, которая была направлена на замену в основном немецких топонимов итальянизированными вариантами (по той простой причине, что о Лане «забыли»). Однако, согласно другой теории, название «Лана» изначально звучит по-итальянски, и, следовательно, его нет необходимости менять.

## Знаменитые личности
- Армин Цоггелер (Armin Zöggeler)
- Карл Цуегг (Karl Zuegg)
- Ваппеле Зигль (Wappele Sigl)
- Гёфлер, Франц

## Туризм
Непосредственно Лана — это деревня, которая состоит из 3 частей: Оберлана (Oberlana), Миттерлана (Mitterlana) и Унтерлана (Unterlana). Лана — это популярное туристическим место, где предлагаются, помимо прочего, такие виды спорта как теннис, футбол, гольф, мини-гольф и катание на коньках. Летом как местные жители так и туристы наслаждаются плаванием, походами, катанием на велосипеде, потому что здесь много хороших велосипедных дорожек.

## Города-побратимы
- Фойхтванген, Германия
- Идштайн, Германия
- Тельфс, Австрия